# Мекленбургское поозёрье
Мекленбу́ргское поозёрье или Мекленбу́ргское озёрное плато́ (нем. Mecklenburgische Seenplatte) — природно-ландшафтный регион на северо-востоке Германии (земля Мекленбург — Передняя Померания, район Мекленбургское Поозёрье), юго-западное звено Балтийской гряды. Наряду с расположенными на территории Польши Мазурским и Поморским поозёрьями, формирует подсистему озёрных плато — возвышенностей гряды, состоящих из многочисленных озёр.

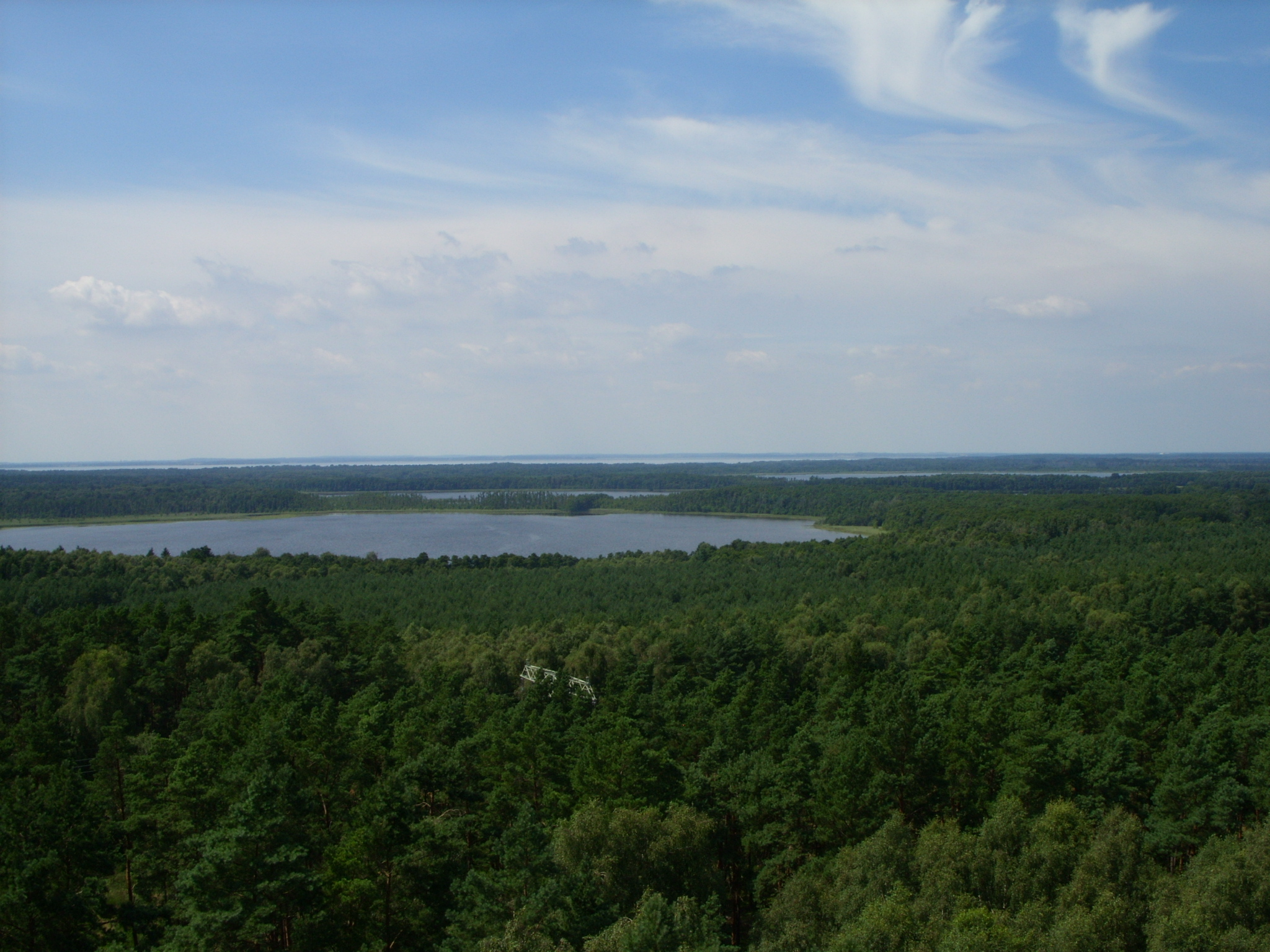
Типичный лесисто-озёрный ландшафт Мекленбургского поозёрья (вид со стометровой смотровой площадки в лесу)

Рельеф сформирован около 12 тыс. лет назад в результате отхода ледников, что дало включение многочисленных моренных гряд высотой до 179 м. Расположенное на плато озеро Мюриц является крупнейшим германским озером среди расположенных целиком на территории страны, а также крупнейшим озером всей гряды; другие крупные озёра — Шверинер-Зе и Плауэр-Зе, среди более мелких — Воблицзе и Древитцер-Зе.
По состоянию на 1970-е годы в сельхозоборот было взято до ¾ площадей, на подзолистых почвах плато выращивались рожь, овёс, картофель, лён, пшеница, а также кормовые культуры, располагалось несколько молочных и мясных ферм. Крупнейшие города — Нойбранденбург, Нойштрелиц, Варен, Рёбель, Тетеров, Мальхов, Миров, Плау-ам-Зе.
Неосвоенные территории заняты буковыми и сосновыми лесами, болотами и торфяниками, встречаются луговые пустоши, на которых растут вереск и можжевельник. На площади 318 км² организован природный национальный парк «Мюриц».
Имеет официальный номер D04.